# Влада Божидара Пурића
Влада Божидара Пурића је била влада Краљевине Југославије у егзилу од 10. августа 1943. до 1. јуна 1944.

## Историја
Пурићева влада била је замишљена као кабинет професионалних чиновника, који би водио послове неоптерећен партијским и националним трвењима до ослобођења и повратка у земљу.
Крајем септембра 1943. године већи део владе са краљем прелази у Каиро како би били ближе попришту догађаја у земљи због капитулације Италије и ширења народноослободилачког покрета. Влада Божидара Пурића била је изложена британском притиску иза којег је стајала и совјетска влада.

## Чланови владе
| Функција                                                                 | Слика          | Име и презиме        | Детаљи                        |
| ------------------------------------------------------------------------ | -------------- | -------------------- | ----------------------------- |
| Председник Министарског савета и Министар иностраних послова             |                | Божидар Пурић        |                               |
| Министар војске, ваздухопловства и морнарице                             |                | Драгољуб Михаиловић  |                               |
| Министар војске, ваздухопловства и морнарице                             |                | Божидар Пурић        | заступник                     |
| Министар социјалне политике и народног здравља                           |                | Нико Мирошевић-Сорго |                               |
| Министар социјалне политике и народног здравља                           |                | Владета Милићевић    | заступник од 30.10.1943.      |
| Министар социјалне политике и народног здравља                           |                | Нико Мирошевић-Сорго | од 29.2.1944. ?               |
| Министар правде и Министар грађевина                                     |                | Нико Мирошевић-Сорго |                               |
| Министар правде и Министар грађевина                                     |                | Владета Милићевић    | заступник од 30.10.1943.      |
| Министар правде и Министар грађевина                                     |                | Владета Милићевић    | од ?                          |
| Министар пољопривреде, Министар снабдевања и исхране и Министар просвете |                | Светозар Рашић       |                               |
| Министар финансија и Министар трговине и индустрије                      |                | Милан Мартиновић     | до 16.10.1943.                |
| Министар финансија и Министар трговине и индустрије                      | Иво Чичин-Шаин |                      |                               |
| Министар финансија и Министар трговине и индустрије                      |                | Владета Милићевић    | заступник од 18.2.1944.       |
| Министар финансија и Министар трговине и индустрије                      |                | Ненад Гризогоно      | од ?                          |
| Министар унутрашњих послова                                              |                | Владета Милићевић    |                               |
| Министар саобраћаја и Министар шума и рудника                            |                | Иван Керн            | до 12.9.1943.                 |
| Министар саобраћаја и Министар шума и рудника                            |                | Нико Мирошевић-Сорго | заступник, од 12.9.1943.      |
| Министар саобраћаја и Министар шума и рудника                            |                | Берислав Анђелиновић | заступник, од 14.11.1943.     |
| Министар саобраћаја и Министар шума и рудника                            |                | Ненад Гризогоно      | од 10.12.1943.                |
| Министар пошта, телеграфа и телефона                                     |                | Владета Милићевић    |                               |
| Министар пошта, телеграфа и телефона                                     |                | Берислав Анђелковић  | од 16.10.1943. до 10.12.1943. |
| Министар пошта, телеграфа и телефона                                     |                | Ненад Гризогоно      | од 10.12.1943.                |